# Alfredo Astiz
Alfredo Ignacio Astiz (Mar del Plata, 8 de novembre de 1951) és un ex-Capità de Fragata de l'Armada Argentina, veterà de la Guerra de les Malvines i condemnat per distints països per la seva actuació amb el Grupo de Tareas 3.3.2. de l'ESMA durant l'autoanomenat Procés de Reorganització Nacional, la dictadura militar que governà l'Argentina des de 1976 fins a les darreries de 1983. Amb la seva tasca d'inflitració i espionatge dels grups de drets humans, es va convertir en un dels personatges paradigmàtics de l'accionar repressiu de l'última dictadura a l'Argentina.